# Messier 96
Messier 96 (M96 ili NGC 3368) je spiralna galaksija u zviježđu Lav, blizu M95. Otkrio ju je Pierre Méchain 20. ožujka 1781. godine, zajedno s M95. Charles Messier dodao ju je u katalog 4 dana kasnije.

## Svojstva
M96 je dominantna članica grupe galaktika Leo I. Grupa se sastoji od 8 do 24 galaktike na udaljenosti od 33 milijuna svjetlosnih godina i podskup je velikog skupa Virgo, tj lokalnog Superskupa. 
M96 se nalazi na udaljenosti od 31 milijun godina svjetlosti. Njene prividne dimenzije su 7,8' x 5,2', a stvarne su 70.000 x 47.000 svjetlosnih godina. Svojim dimenzijama je za trećinu manja od naše Mliječne staze. Na fotografijama duže ekspozicije moguće je pratiti izdanke spiralnih krakova do udaljenosti od 9' što znači da galaktika doseže 80.000 svjetlosnih godina u dimenzijama. Prividni sjaj galaktike je magnitude + 9,3, a stvarni sjaj magnitude - 21. Sjaj M96 je za oko 10% veći od sjaja naše galaksije.
Supernova SN 1998bu otkrivena je 1998. godine u ovoj galaksiji. Na vrhuncu supernova je dosegla prividni sjaj od + 11.8 magnituda ili 1/10 sjaja galaksije.
M96 je jedna od prvih galaktika kod kojih je otkrivena spiralna struktura. Strukturu galaktike je otkrio Lord Rosse 1850. godine koristeći svoj 180 cm teleskop.

## Amaterska promatranja
Za razliku od susjedne M95, M96 ne otkriva lagano svoju strukturu. U 200 mm pod tamnim nebom moguće je vidjeti umjereno sjajnu maglicu s izraženom jezgrom. Vizualni promjer galaktike u 200 mm-skom teleskopu je 2'.

## Vanjske poveznice
- (eng.) SEDS: NGC 3368
- (eng.) Revidirani Novi opći katalog
- (eng.) Izvangalaktička baza podataka NASA-e i IPAC-a
- (eng.) Astronomska baza podataka SIMBAD
- (eng.) VizieR